# Herman Szymaniuk
Herman Szymaniuk-Paryż-Papławski, biał. Герман Шыманюк-Парыш-Паплаўскі, ps. Skamaroch (ur. 1892, zm. 1937?) – białoruski partyzant i działacz komunistyczny, członek Komunistycznej Partii Białorusi, stał na czele antypolskiej organizacji działającej na Podlasiu; prawdopodobnie był agentem OGPU.
Urodził się w Grabowcu w 1892 roku. Podczas I wojny światowej wraz z innymi bieżeńcami udał się w głąb Rosji. Do końca 1921 roku pracował w moskiewskim teatrze „Buf” (Буф). W grudniu 1921 roku wrócił do swojej wioski Grabowiec. Prawdopodobnie był wtedy agentem OGPU. 
Przygotowywał powstanie na Podlasiu i Grodzieńszczyźnie w marcu 1922 roku. 2 i 3 marca tego roku policja poinformowana przez konfidenta aresztowała członków organizacji. Szymaniuk uniknął aresztowania. W oparciu o osoby, które uniknęły aresztowania zorganizował wraz z Grycukiem oddział partyzancki składający się z około 20 ludzi. Oddział przeszedł do historii jako Bractwo Włościan Białorusinów, został rozbity 6 maja przez połączone oddziały policji i wojska. Szymaniuk zdołał uciec.
Był redaktorem pierwszego numeru pisma „Biełaruski Partyzan”.
Jesienią 1922 próbował przejść na stronę polską, ale zażądano od niego ujawnienia całej struktury konspiracyjnej. Fakt ten oraz wyroki śmierci wydane na członków jego oddziału odwiodły go od tego zamiaru. Zdecydował się na ucieczkę do Białoruskiej Socjalistycznej Republiki Radzieckiej (BSRR).
W połowie 1922 roku był na Litwie, w końcu 1923 roku przedostał się do BSRR. W 1926 roku został członkiem Komunistycznej Partii Białorusi. Ukończył studia na uniwersytecie w Mińsku. Od roku 1930 pracował w Połocku. W 1933 został kierownikiem fabryki w Mohylewie.
W 1937 został aresztowany przez NKWD. Dalsze jego losy są nieznane.